# Daniela Féjerman
Daniela Féjerman (ur. 1964) – argentyńska reżyser i scenarzystka filmowa, z wykształcenia psycholog. Jej bratem jest argentyński muzyk Andy Chango, a siostrą Laura Fejerman. Jest znana ze współpracy z Inés París.
Reżyseria filmu Moja matka woli kobiety (A mi madre le gustan las mujeres, 2002) przyniosła jej liczne laury i wyróżnienia, w tym między innymi nominację do Goi, Turię i nagrodę Rosebud podczas Verzaubert − International Gay & Lesbian Film Festival.

## Filmografia
Jako scenarzystka
- Siete minutos (2009)
- Semen, una historia de amor (2005)
- La mirada violeta (2004) (pomysł)
- Moja matka woli kobiety (A mi madre le gustan las mujeres, 2002)
- Synowie wiatru (Hijos del viento, 2000)
- Wiem, kim jesteś (Sé quién eres, 2000)
- Vamos a dejarlo (1999)
- A mí quién me manda meterme en esto (1997)
- Historia Diego Marina (La Fabulosa Historia De Diego Marin, 1996)

Jako reżyser
- Siete minutos (2009)
- Semen, una historia de amor (2005)
- Moja matka woli kobiety (A mi madre le gustan las mujeres, 2002)
- Vamos a dejarlo (1999)
- A mí quién me manda meterme en esto (1997)